# O-Phosphoséryl-ARNt synthétase
La O-phosphoséryl-ARNt synthétase est une ligase qui catalyse la réaction :
ATP + L-O-phospho-L-sérine + ARNtCys  {\displaystyle \rightleftharpoons }  AMP + pyrophosphate + O-phosphoséryl-ARNtCys.
Cette enzyme assure la fixation de la O-phosphosérine, dérivé phosphorylé de l'un des 22 acides aminés protéinogènes, sur un ARN de transfert de cystéine, noté ARNtCys, pour former l'aminoacyl-ARNt correspondant, ici le O-phosphoséryl-ARNtCys.
Certains organismes, tels que l'archée Archaeoglobus fulgidus, sont dépourvus de cystéinyl-ARNt synthétase leur permettant de lier directement la cystéine sur son ARNtCys, mais utilisent cette voie détournée pour synthétiser le cystéinyl-ARNtCys à partir du O-phosphoséryl-ARNtCys sous l'action de la O-phosphoséryl-ARNt:Cys-ARNt synthase. D'autres organismes, comme l'archée Methanosarcina mazei, sont capables d'utiliser aussi bien la voie directe avec la cystéinyl-ARNt synthétase que la voie indirecte avec la O-phosphoséryl-ARNt synthétase et la O-phosphoséryl-ARNt:Cys-ARNt synthase.